# Velarifictorus katangensis
Velarifictorus katangensis is een rechtvleugelig insect uit de familie krekels (Gryllidae). De wetenschappelijke naam van deze soort is voor het eerst geldig gepubliceerd in 1917 door Sjöstedt.